# Avatar: The Last Airbender - Quest for Balance
Avatar: The Last Airbender - Quest for Balance é um jogo eletrônico de ação-aventura baseado na série de televisão americana Avatar: The Last Airbender. Foi lançado tanto para consoles de mesa (Playstation 4, Playstation 5, Xbox One, Xbox Series S/X e Nintendo Switch) quanto para computador em 22 de setembro de 2023. Foi desenvolvido pela Bamtang Games e distribuído pela GameMill Entertainment. 

## Premissa
A turma de Avatar está de volta nesse jogo de ação e aventura! Viva novamente o desenho Avatar: The Last Airbender jogando como Aang e seus amigos para dominar os elementos, explorar os locais mais incríveis do desenho, resolver puzzles ambientais desafiadores e vivenciar os momentos mais tocantes da história de Aang. Jogue só ou com um amigo ou amiga no modo coop característico do jogo. Abrace seu destino e viva a aventura original de Aang. Jogue novamente qualquer um dos 18 entusiasmante capítulos sempre que escolher vivenciar seus momentos favoritos do desenho.
Explore o mundo de Avatar e viaje pelas quatro nações pelos 18 capítulos da aventura de 1 ou 2 jogadores em coop.
Jogue com 9 personagens marcantes, incluindo Aang, Toph, Sokka e Katara.
Desvende os mistérios e solucione puzzles desafiadores usando técnicas de dobra e as habilidades singulares da água, da terra, do fogo e do ar. Aprimore suas habilidades no decorrer da história para liberar todo o potencial do Avatar!

## Produção
O jogo foi anunciado em 22 de agosto de 2023, pela distribuidora GameMill Entertainment, com a premissa de que "os jogadores controlarão Aang e seus amigos em uma jornada que vai reviver alguns dos principais momentos da série".

## Recepção
Tom Marks, para o IGN, escreveu um review negativo do jogo, afirmando que: "Quest for Balance é facilmente a pior adaptação da série desde o péssimo filme de ação ao vivo de M. Night Shyamalan". Ele argumenta ainda que o game "escolhe momentos desconcertantes da história para destacar, preenche-os com combates terríveis e missões de fundo do poço, e termina com uma camada saudável de choque que deixa os fãs ainda esperando por um jogo  de Avatar decente emergir do gelo."